# Mekaniker
 Denne artikel omhandler erhvervsuddannelsen som mekaniker. Opslagsordet har også en anden betydning, se Mekaniker (søværnet).
Mekaniker anvendes som populærbetegnelse for automekaniker, der har som job at reparere biler. Som mekaniker har man taget en erhvervsuddannelse.
Automekanikeruddannelsen tager ca. 4 år. På uddannelsen lærer eleverne at arbejde med elektricitet, motorer og andre aspekter ved autoreparation.